# Polyalthia cinnamomea
Polyalthia cinnamomea är en kirimojaväxtart som beskrevs av Joseph Dalton Hooker och Thomas Thomson. Polyalthia cinnamomea ingår i släktet Polyalthia och familjen kirimojaväxter. Inga underarter finns listade i Catalogue of Life.